# Campeonato Mundial de Atletismo de 2007 - Lançamento de disco masculino
O lançamento de disco masculino no Campeonato Mundial de Atletismo de 2007 foi realizada no Estádio Nagai, em Osaka, no Japão, entre os dias 26 a 28 de agosto de 2007.

## Recordes
Antes desta competição, os recordes mundiais e do campeonato nesta prova eram os seguintes:
| Tipo                  | Atleta            | Distância | Local          | Data                |
| --------------------- | ----------------- | --------- | -------------- | ------------------- |
|                       | Jürgen Schult     | 74,08     | Neubrandenburg | 6 de junho de 1986  |
| Recorde do campeonato | Virgilijus Alekna | 70,17     | Helsinque      | 7 de agosto de 2005 |

## Medalhistas
| Ouro              | Prata                | Bronze             |
| Gerd Kanter (EST) | Robert Harting (GER) | Rutger Smith (NED) |

## Calendário
Todos os horários estão no horário local (UTC+9)
| Data         | Horário | Fase         |
| ------------ | ------- | ------------ |
| 26 de agosto | 09:30   | Qualificação |
| 28 de agosto | 19:30   | Final        |

## Resultados

### Qualificação
Qualificação: 64,50 m (Q) ou as 12 melhores performances (q).
Grupo A
| Pos. | Atleta                    | Nacionalidade  | 1     | 2     | 3     | Marca | Notas |
| ---- | ------------------------- | -------------- | ----- | ----- | ----- | ----- | ----- |
| 1    | Gerd Kanter               | Estónia        | 56.59 | 58.81 | 67.45 | 67.45 | Q     |
| 2    | Rutger Smith              | Países Baixos  | 64.06 | 66.60 |       | 66.60 | Q,    |
| 3    | Zoltán Kővágó             | Hungria        | 62.09 | 65.71 |       | 65.71 | Q     |
| 4    | Piotr Małachowski         | Polónia        | 63.00 | 62.45 | 63.20 | 63.20 | q     |
| 5    | Mario Pestano             | Espanha        | 62.36 | 63.10 | X     | 63.10 | q     |
| 6    | Rashid Shafi Al-Dosari    | Catar          | 62.68 | X     | 61.47 | 62.68 | q     |
| 7    | Ian Waltz                 | Estados Unidos | X     | 62.67 | 61.62 | 62.67 |       |
| 8    | Sultan Mubarak Al-Dawoodi | Arábia Saudita | 59.14 | X     | 61.23 | 61.23 |       |
| 9    | Vikas Gowda               | Índia          | 61.22 | X     | X     | 61.22 |       |
| 10   | Bogdan Pishchalnikov      | Rússia         | X     | 59.32 | 61.13 | 61.13 |       |
| 11   | Frantz Kruger             | Finlândia      | X     | X     | 60.72 | 60.72 |       |
| 12   | Märt Israel               | Estónia        | 59.92 | 60.23 | 60.18 | 60.23 |       |
| 13   | Sergiu Ursu               | Roménia        | X     | X     | 59.22 | 59.22 |       |
| 14   | Shigeo Hatakeyama         | Japão          | 52.51 | 55.71 | 54.23 | 55.71 |       |
| 15   | Ercüment Olgundeniz       | Turquia        | X     | 54.89 | 54.62 | 54.89 |       |

Grupo B
| Pos. | Atleta                 | Nacionalidade  | 1     | 2     | 3     | Marca | Notas |
| ---- | ---------------------- | -------------- | ----- | ----- | ----- | ----- | ----- |
| 1    | Virgilijus Alekna      | Lituânia       | X     | 63.70 | 66.54 | 66.54 | Q     |
| 2    | Robert Harting         | Alemanha       | 66.26 |       |       | 66.26 | Q     |
| 3    | Gábor Máté             | Hungria        | 65.13 |       |       | 65.13 | Q     |
| 4    | Aleksander Tammert     | Estónia        | 64.41 | −     | −     | 64.41 | q,    |
| 5    | Omar Ahmed El Ghazaly  | Egito          | X     | 63.56 | X     | 63.56 | q     |
| 6    | Ehsan Haddadi          | Irão           | 62.75 | 61.44 | 62.00 | 62.75 | q     |
| 7    | Mikko Kyyrö            | Finlândia      | 62.11 | 61.75 | X     | 62.11 |       |
| 8    | Jarred Rome            | Estados Unidos | X     | X     | 61.87 | 61.87 |       |
| 9    | Michael Robertson      | Estados Unidos | 60.15 | X     | 60.39 | 60.39 |       |
| 10   | Hannes Kirchler        | Itália         | 57.09 | 60.28 | 60.34 | 60.34 |       |
| 11   | Erik Cadee             | Países Baixos  | 58.78 | 59.98 | 56.99 | 59.98 |       |
| 12   | Stanislav Nesterovskyy | Ucrânia        | 56.00 | 59.81 | 57.56 | 59.81 |       |
| 13   | Niklas Arrhenius       | Suécia         | 54.98 | 55.18 | 58.76 | 58.76 |       |
| 14   | Jason Morgan           | Jamaica        | 55.32 | 52.93 | 53.67 | 55.32 |       |

### Final
A final ocorreu dia 28 de agosto às 19:30.
| Pos.              | Atleta                 | Nacionalidade | 1     | 2     | 3     | 4     | 5     | 6     | Marca | Notas |
| ----------------- | ---------------------- | ------------- | ----- | ----- | ----- | ----- | ----- | ----- | ----- | ----- |
| Medalha de ouro   | Gerd Kanter            | Estónia       | 64.89 | 65.37 | 68.94 | x     | 65.22 | 68.84 | 68.94 |       |
| Medalha de prata  | Robert Harting         | Alemanha      | 64.62 | 65.59 | 65.59 | x     | 66.68 | 62.00 | 66.68 |       |
| Medalha de bronze | Rutger Smith           | Países Baixos | 64.32 | 65.98 | 66.42 | 65.08 | x     | 65.69 | 66.42 |       |
| 4                 | Virgilijus Alekna      | Lituânia      | 63.68 | x     | 65.24 | 64.86 | x     | 63.75 | 65.24 |       |
| 5                 | Gábor Máté             | Hungria       | 64.26 | 62.82 | 64.71 | 63.09 | x     | x     | 64.71 |       |
| 6                 | Omar Ahmed El Ghazaly  | Egito         | x     | 62.34 | 64.58 | 63.45 | 64.11 | 63.08 | 64.58 |       |
| 7                 | Ehsan Haddadi          | Irão          | 63.29 | 64.10 | x     | 64.21 | 64.53 | x     | 64.53 |       |
| 8                 | Aleksander Tammert     | Estónia       | 62.16 | 63.91 | 63.44 | 64.29 | 62.79 | 64.33 | 64.33 |       |
|                   |                        |               |       |       |       |       |       |       |       |       |
| 9                 | Zoltán Kővágó          | Hungria       | 58.33 | 63.04 | 55.86 |       |       |       | 63.04 |       |
| 10                | Mario Pestano          | Espanha       | 62.70 | 62.36 | 62.12 |       |       |       | 62.70 |       |
| 11                | Rashid Shafi Al-Dosari | Catar         | x     | 59.74 | 52.60 |       |       |       | 62.60 |       |
| 12                | Piotr Małachowski      | Polónia       | 60.77 | x     | x     |       |       |       | 60.77 |       |

Legenda
| Recorde mundial       | Recorde mundial (World record)               |                       | Recorde africano                      | Recorde africano (African) |                                           | Q | Classificado por posição (Qualified) |
| Recorde do campeonato | Recorde do campeonato (Championship record)  | Recorde da América    | Recorde da América (Americas)         | q                          | Classificado por melhor tempo (Qualified) |   |                                      |
| Melhor marca do ano   | Melhor marca do ano (World leading)          | Recorde asiático      | Recorde asiático (Asian)              | DNS                        | Não largou (Did not start)                |   |                                      |
| Recorde nacional      | Recorde nacional (National record)           | Recorde europeu       | Recorde europeu (European)            | DNF                        | Não terminou (Did not finish)             |   |                                      |
| Recorde pessoal       | Recorde pessoal do atleta (Personal best)    | Recorde da Oceania    | Recorde da Oceania (Oceania)          | DSQ / DQ                   | Desclassificado (Disqualified)            |   |                                      |
| Recorde da temporada  | Recorde da temporada do atleta (Season best) | Recorde sul-americano | Recorde sul-americano (South America) | NM                         | Sem marca (No mark)                       |   |                                      |